# Ярміла Кресхлова
Ярміла Кресхлова (чеськ. Jarmila Kröschlová, 19 березня 1893 - 9 січня 1983) була однією з провідних представниць модерного танцю в Чехословаччині. Як хореографиня й експресіоністка мала великий вплив на інших танцівників через викладання та теоретичні праці про танець. Працювала з чеським авангардним театром, писала лібрето, ⁣і як професорка театрального факультету Празької академії виконавських мистецтв розвивала своїми теоріями руху танець і пантоміму.

## Раннє життя
Кресхлова народилася в Празі у 1893 у родині зачинателя «Сокола» в Празі Алоїза Кресхля. Дитиною захворіла на туберкульоз. У 1912-1914 лікувалася в Італії. Після повернення вивчала не тільки класичний танець, але й художню гімнастику за методом Еміля Жака-Далькроза в Празькому чесько-німецькому товаристві його імені. Самостійно вивчала роботу Айседори Дункан та Рудольфа фон Лабана. У 1919 продовжила навчання у Далькроза вже в Німеччині, де й розпочала свою кар'єру у 1921 в Дрездені як танцівниця. А у 1923 в дрезденському Геллерау заснувала «Групу Ярміли Кресхлової» як викладачка. Того ж року вона почала писати й ставити хореографію, створивши лібрето на музику Франца Шрекера «День народження інфанти» за мотивами однойменного твору Оскара Вайлда. 

## Кар'єра
У 1924 вона одружилася з німецьким професором історії мистецтв Оскаром Шюрером і повернулася з ним в Прагу, де, заснувавши власну трупу, почала співпрацювати з провідними авангардними режисерами дадаїстичного театрального руху, як-от Еміль Франтішек Буріан. Стала співзасновницею Студії Сучасного мистецтва в Празі, а її хореографічний стиль більше нагадував пантоміму або фізичний театр, ніж на класичний танець. У 1926 році у подружжя народилася донька Ева, яка також стала відомою танцівницею.
У 30-х викладала дітям з акцентом на народні танці. В 32 її хореографія для «Надвечір'я спекотного дня» на музику Вацлава Сметачека взяла бронзу в Парижі на виставці Académie Internationale de le Danse.

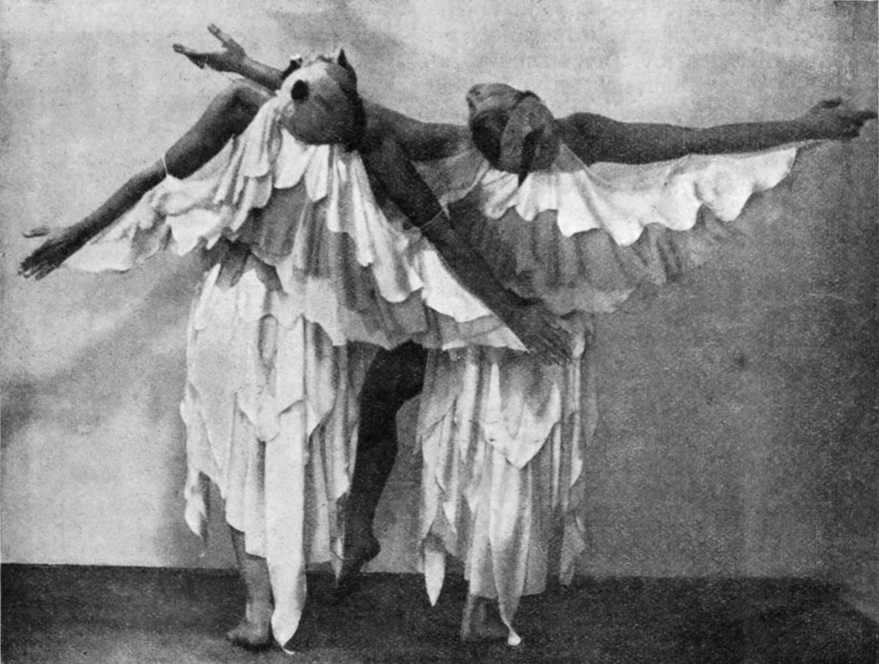
Кресхлова, Надвечір'я спекотного дня, 1932

У 1937 її чоловіка запросили викладати в Університеті Мюнхена, тож родина переїхала до Німеччини, але десять місяців потому втекли від нацистського режиму назад в Прагу, де й розлучилися у 1939. Під час німецької окупації Чехословаччини Кресхлова була частиною руху опору «Вірні». Їй вдалося уникнути арешту за свою діяльність, але її сестру Надежду, теж танцівницю, заарештували.
Між 1949 і 1958 викладала в Празькій академії виконавських мистецтв. Тоді ж почала редагувати танцювальний журнал та писати книги з теорії руху. Останню свою хореографію поставила для Легенд Дворжака у 1950, хоча консультувала інші трупи й надалі. Востаннє виступила у 1970.

## Спадщина
Померла Кресхлова у 1983 в Празі.
У 2008 її роботу 1956 року «Виразний танець« видали німецькою під назвою Der Ausdrucktanz з ініціативи доньки. А у 2000 її «Nauka o pohybu« 75-го видали англійською як Movement Theory and Practice. У 2013 в Празькій академії виконавських мистецтв (HAMU) зібрали симпозіум, щоб відзначити 120-річчя Кресхлової та її внесок як «однієї з найважливіших представниць сучасного танцю в Богемії».
За життя Кресхлова танцювала ролі Арлекіна, П'єро, створювала хореографії під музику Баха, Бетховена. Написала лібрето до Зеленої Флейти на основі Моцарта. Працювала над фольклорними роботами з Вацлавом Сметачеком, диригентом «Чеської різдвяної меси», Франтішеком Бартошем, основоположником моравської етнографії. Зіграла роль у Юліуса Зеєра.